# Dolmen de l’Ubac

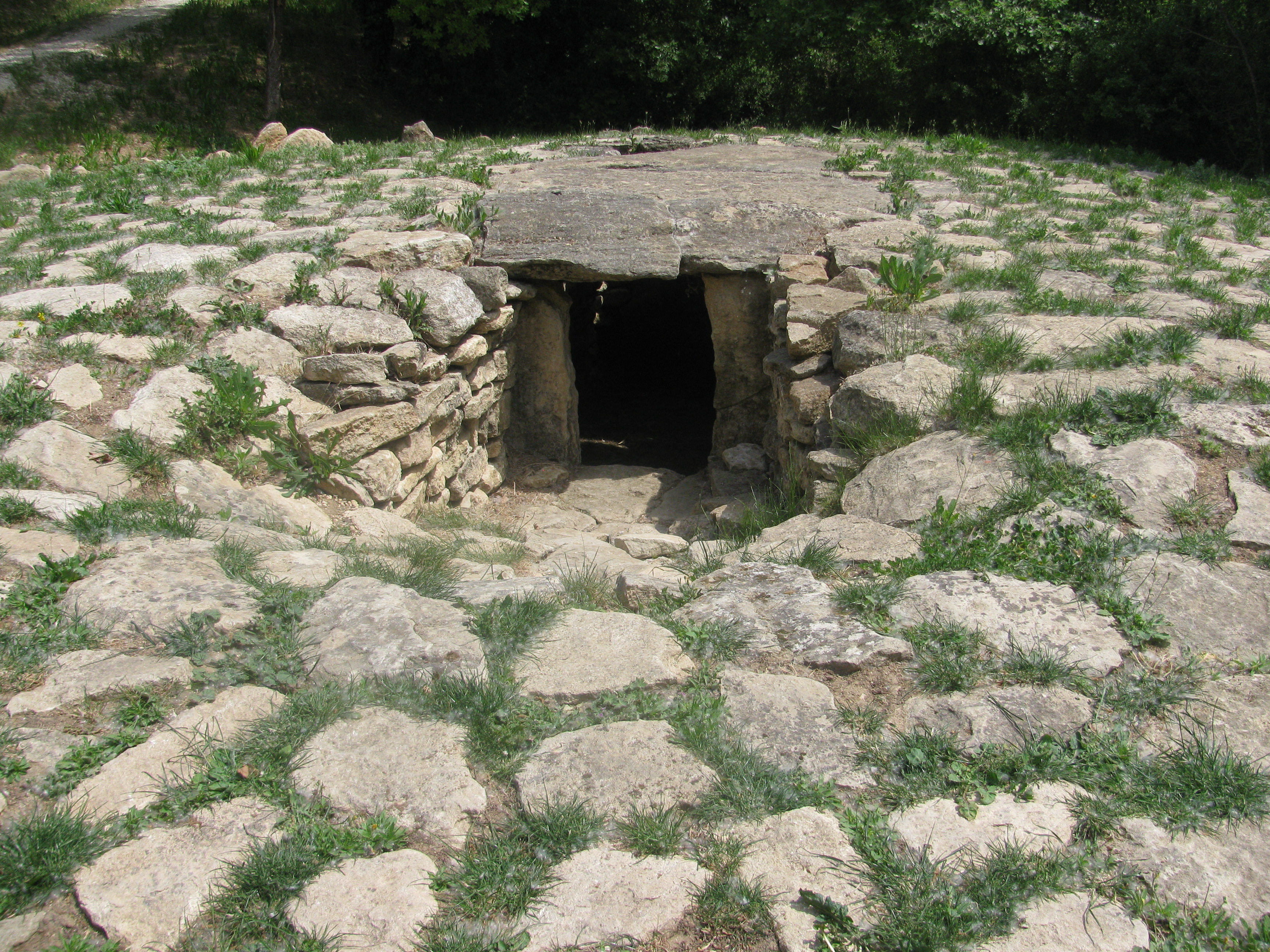
Dolmen de l’Ubac

Der Dolmen de l’Ubac liegt am Rand der Ebene von Marican, in der Nähe der Hügel von Ubac, am linken Ufer des Le Calavon, südwestlich von Goult im Département Vaucluse in Frankreich. Dolmen ist in Frankreich der Oberbegriff für neolithische Megalithanlagen aller Art (siehe: Französische Nomenklatur).
Der Dolmen wurde 1995 durch Zufall nach einem Hochwasser des Le Calavon entdeckt und bald danach ausgegraben. Er stammt aus der Zeit zwischen 3300 und 2900 v. Chr. Er liegt eingetieft in einem groben Steinpflaster und barg die Überreste von etwa 50 Menschen aller Altersgruppen und beiderlei Geschlechts.

Dolmen de l’Ubac
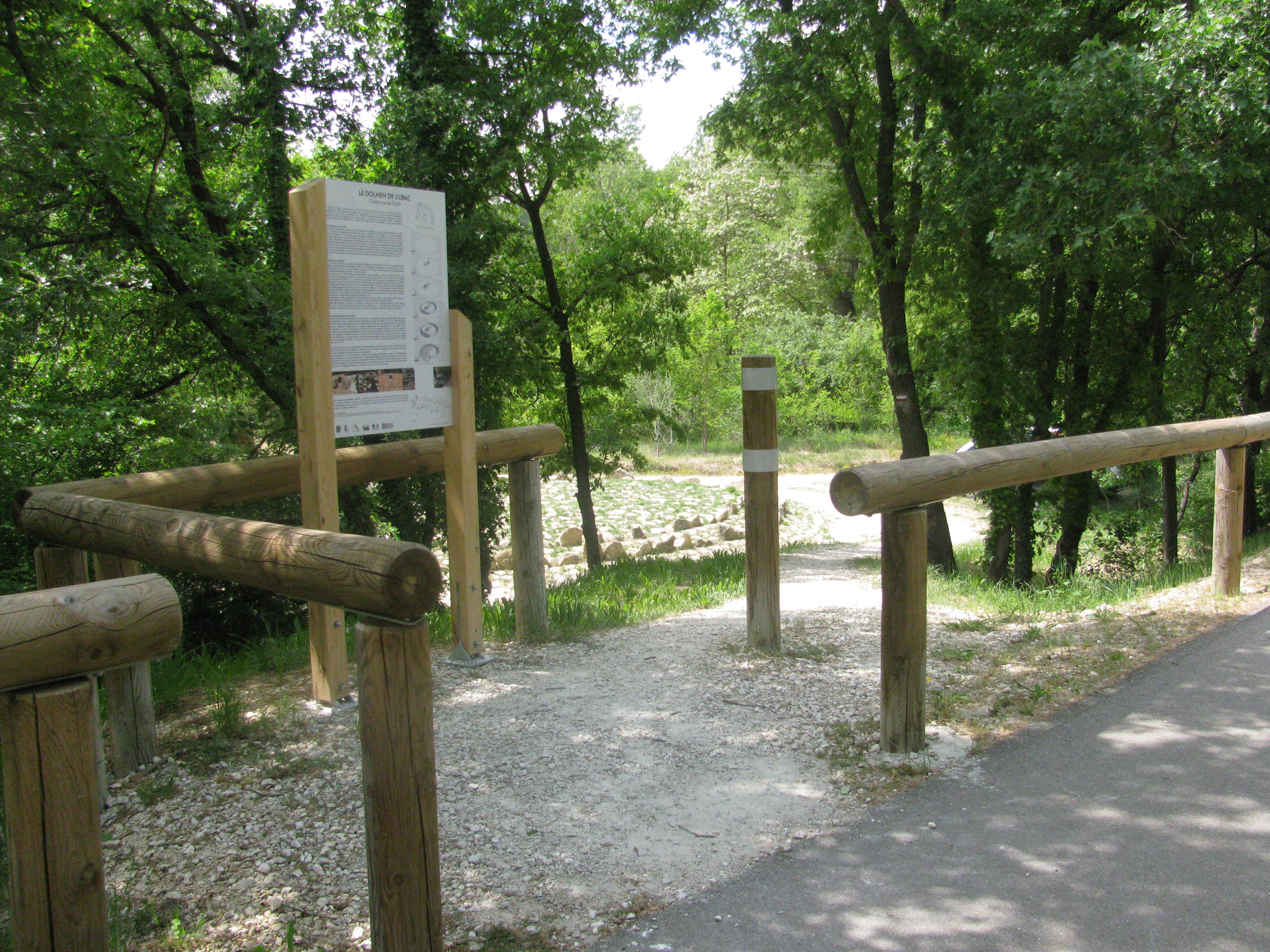
Zugang
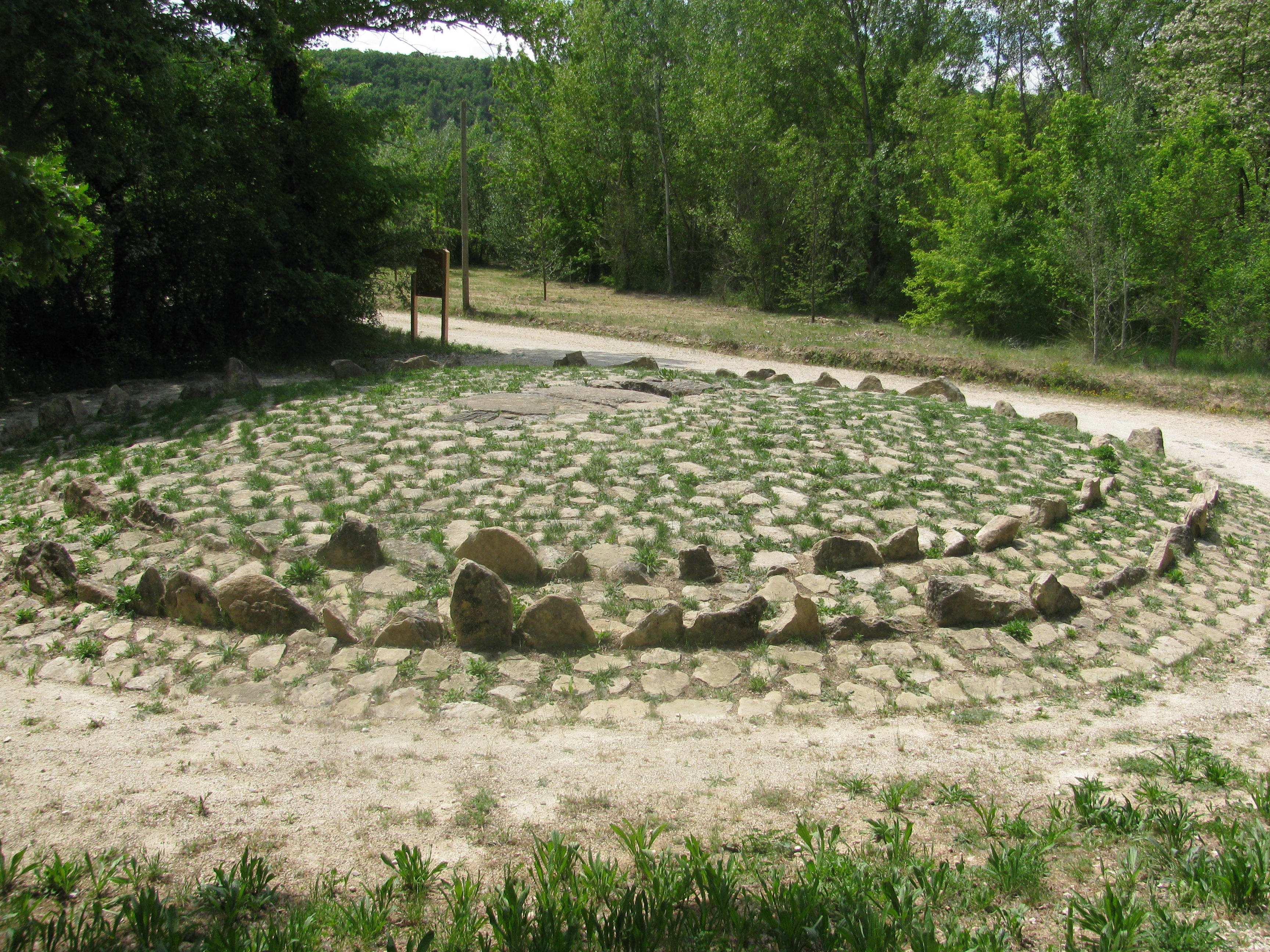
Hügel und Steinkreise
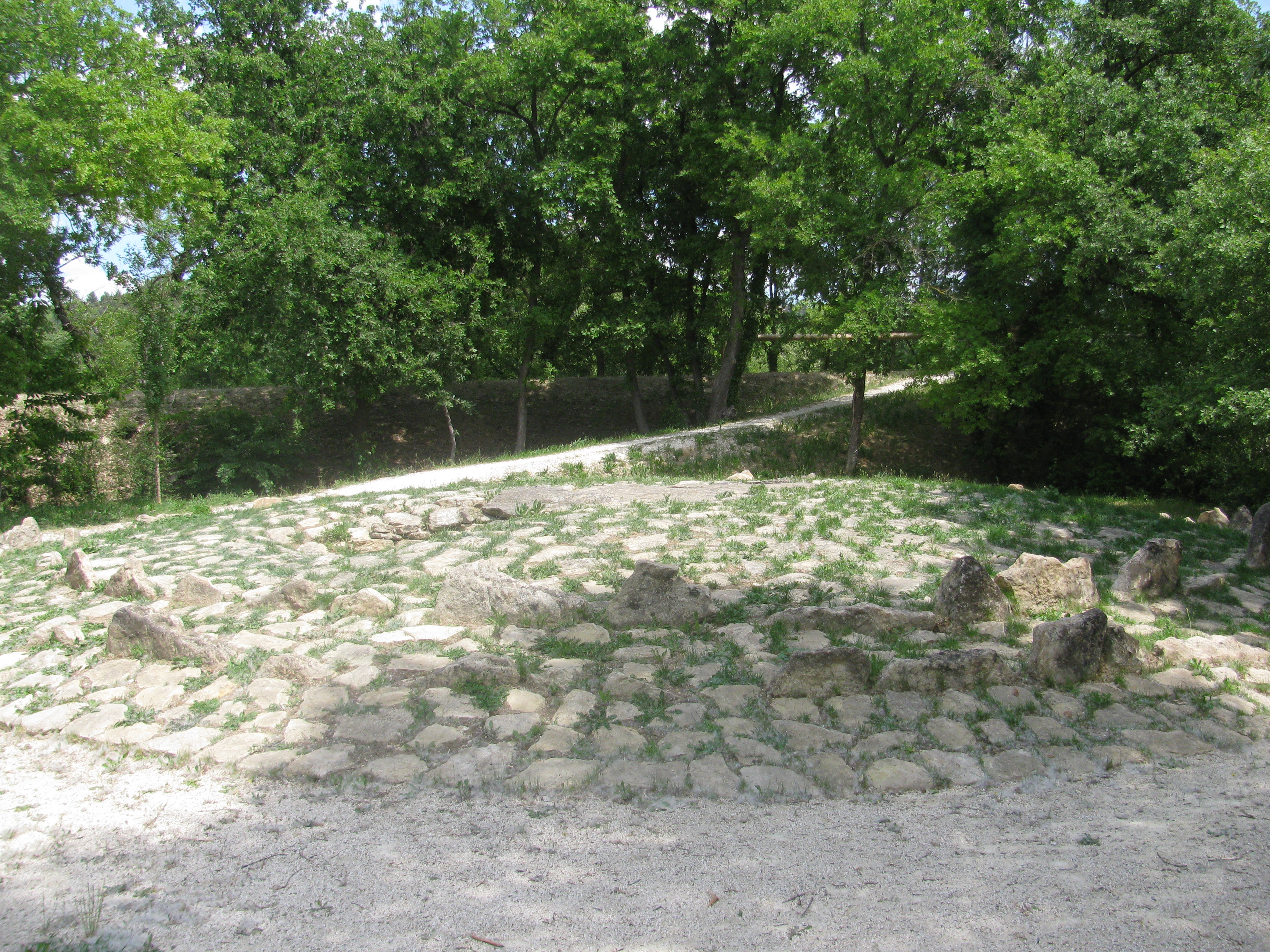
Der Hügel
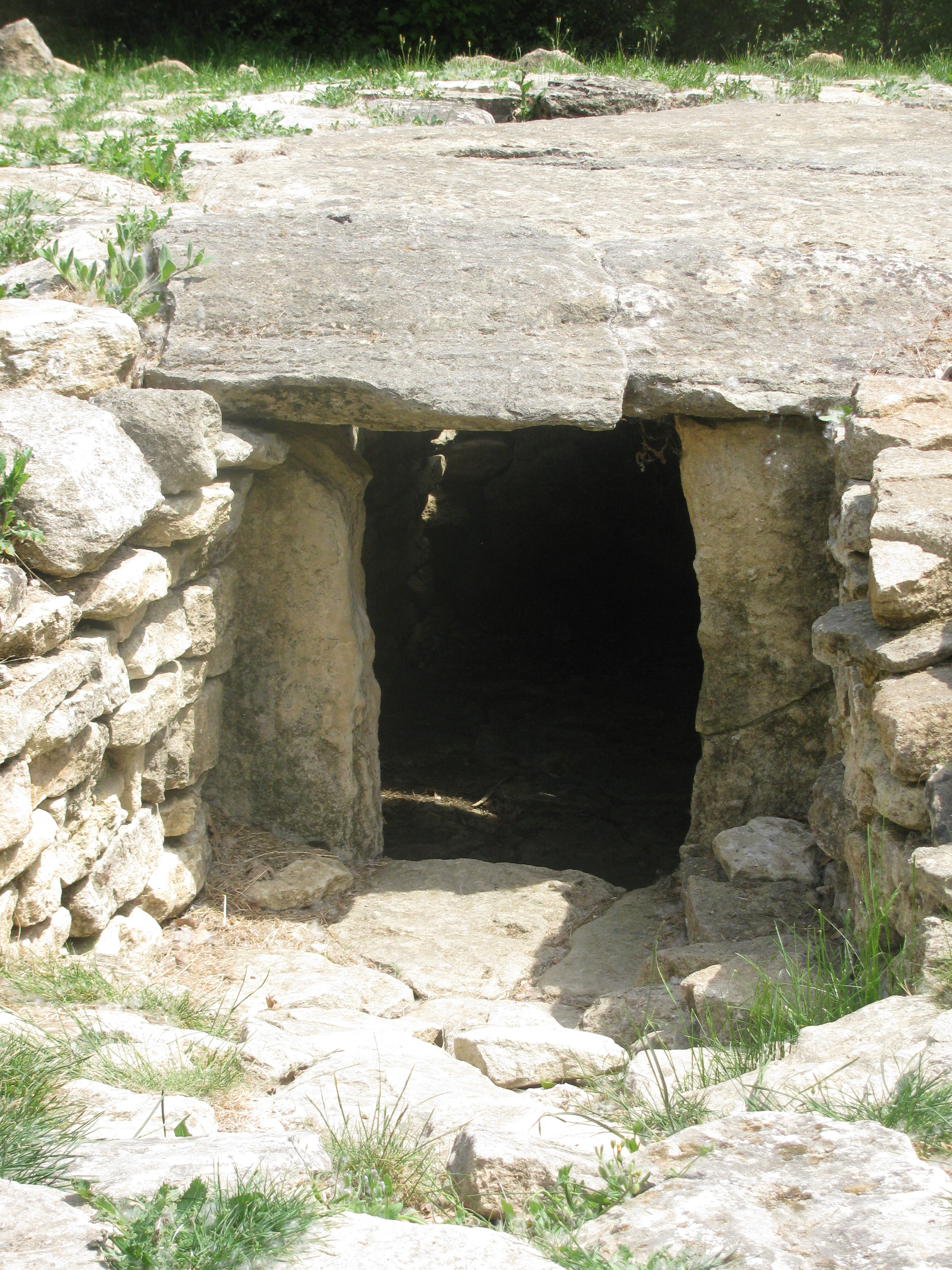
Zugang

Mit dem etwa 4,2 km entfernten Dolmen de la Pichone von Ménerbes und dem Dolmen Autel du Loup in Sault ist er einer von nur drei Dolmen im Vaucluse und einer der wenigen in der Provence.